# José Peirats
José Peirats Valls (Vall de Uxó, 15 de marzo de 1908-Burriana, 20 de agosto de 1989) fue un sindicalista español, militante de la Confederación Nacional del Trabajo. Usó el pseudónimo de Jazmín Fraternal Lux.

## Biografía
Nacido en la localidad castellonense de Vall de Uxó en 1908, siendo niño emigró junto a su familia a Hospitalet de Llobregat, provincia de Barcelona. Comenzó a trabajar como ladrillero a la edad de ocho años y se afilió a la CNT con catorce, en 1922. Su actividad militante y sus colaboraciones con los periódicos anarcosindicalistas le hicieron sufrir la represión durante la Dictadura de Primo de Rivera, en 1927. En 1932 ingresó en las Juventudes Libertarias, donde se enfrentó con los sectores más radicales de la CNT-FAI, especialmente con el grupo Los Solidarios. Redactor de Solidaridad Obrera, órgano de la CNT, en 1934, fue delegado al histórico IV Congreso Confederal de la CNT, celebrado en Zaragoza en mayo de 1936 representando a Hospitalet. El 19 de julio de 1936, durante la contraofensiva frente al golpe de Estado del 18 de julio, participó en el asalto del cuartel del Bruc. Vencidos los insurgentes, se alistó como voluntario en la Columna Durruti, con la que partió al frente de Aragón. Fue muy crítico con la participación de la CNT en los gobiernos republicanos. 
Exiliado junto a su división tras el final de la Guerra Civil en 1939, fue internado en el campo de internamiento de Vernet d'Ariège y en el campo de concentración Cognac. A finales de ese año embarcó hacia Santo Domingo, y más tarde se exilió en Ecuador, Panamá y Venezuela. En 1947 fue nombrado secretario de la CNT-MLE en el exilio y entró clandestinamente en España para asistir a una reunión junto a las Juventudes Libertarias en Madrid. Más tarde es estableció en Francia, donde ocupó en dos ocasiones el cargo de secretario general de la CNT. Colaboró con numerosas publicaciones anarquistas y es autor de una notable bibliografía sobre el anarquismo y el anarcosindicalismo, entre la cual sobresalen La CNT en la Revolución española (tres volúmenes) y Los anarquistas en la crisis política española. En 1976 volvió a España y publicó Cipriano Mera: un anarquista en la Guerra de España y Figuras del movimiento libertario. 
Falleció el 18 de agosto de 1989 en una playa de Burriana mientras nadaba.
Escribió una autobiografía titulada De mi paso por la vida: memorias, prologada por Enric Ucelay-Da Cal en una edición de Susana Tavera y Gerard Pedret.

## Obra[4]
- Glosas Anárquicas (Interpretación anarquista de la historia), Hospitalet de Llobregat, 1933.
- Lo que podría ser un Cinema Social, en El Mundo al Día, Barcelona, 1935.
- Los intelectuales en la Revolución, Barcelona, 1938.
- 5 Conferencias Breves,  Subdelegación en Panamá de la Confederación Nacional del Trabajo de España en el exilio, México, 1946.
- Estampas del Exilio en América, París, Ediciones CNT, 1951.
- La CNT en la Revolución Española, 1951-1953 (París, El Ruedo Ibérico, 1971, 3 vols.).
- The CNT in the Spanish Revolution. ChristieBooks, Hastings, 2005: ISBN 1901172058 (vol. 1); ISBN 1873976240 (vol. 2); [2006]: ISBN 1873976291 (vol. 3).
- Anarchists in the Spanish Revolution. London : Freedom Press, 1990. ISBN 0900384530.
- La Sión Hispánica (ensayo sobre el judaísmo español), Toulouse, Cenit, 1961.
- Breve Storia del Sindicalismo Libertario Spagnolo, Génova, Edizioni RL, 1962.
- Los Anarquistas en la Crisis Política Española, Buenos Aires, Editorial Alfa, 1964.
- La práctica federalista como verdadera afirmación de principios: conferencia pronunciada en la Federación Local de París el 5 de abril de 1964 y en la Federación Local de Colommiers el 10 de mayo del mismo año, [París], Federación Local de París CNT, 1964.
- Determinismo y Voluntarismo con B. Cano Ruiz, Caracas, F.I.J.L., 1966.
- Examen Crítico-Constructivo del Movimiento Libertario Español, México DF, Editores Mexicanos Unidos, 1967.
- España: ¿Transición o Continuidad?, Toulouse, 1973.
- Diccionario del Anarquismo, Barcelona, Dopesa, 1977.
- Anarcosindicalismo. Historia y Perspectiva, Valencia, 1977.
- Emma Goldman, anarquista de ambos mundos. Biografía realizada por José Peirats con prólogo de Ignacio C. Soriano Jiménez. Editado por La Linterna Sorda, 2011. El interés y la novedad de esta excelente biografía reside en que José Peirats, con su escritura clásica y cáustica, desmenuza las tres etapas de la vida Emma: el paraíso capitalista (EE UU), el paraíso proletario (URSS), perseguida en ambos, y el paraíso español (la revolución de 1936-1939). Es el único libro escrito en castellano que ahonda en las vivencias y la implicación de Emma Goldman con el pueblo español: su lucha contra el fascismo, la guerra y la revolución social, las colectividades agrícolas, de producción y consumo, Mujeres Libres, o el efímero y contradictorio paso de los anarquistas por el Gobierno republicano. ISBN 9788493827304
- Figuras del Movimiento Libertario Español, Barcelona, Ediciones Picazo, 1978
- Mecanismo Orgánico de la Confederación Nacional del Trabajo, CNT, Santa María de Barberà (Barcelona), Brot, 1979
- El Movimiento Libertario en España, Madrid, Fundación Salvador Seguí, 1988
- Breve historia de la CNT, Móstoles, Ediciones Madre Tierra, 1991
- La Semana Trágica y otros relatos, Madrid, Madre Tierra, 1991.